# Linux Lite
Linux Lite és una distribució Linux, basada en Ubuntu i amb suport a llarg termini. Fou iniciada el 2012 i és desenvolupada a Nova Zelanda per Jerry Bezencon. Es caracteritza per oferir una experiència d'escriptori lleugera, estable, amigable i és de disseny acurat. Pensada per a poder fer el pas de Windows a Linux, ve amb el programari requerit per l'usuari de nivell mitjà, ofereix aplicacions per a solucionar problemes (Lite Tweaks) i abundant documentació. L'escriptori XFCE reforça la facilitat d'ús i el poc consum de recursos. Permetent reutilitzar computadores antigues i descartades pels limitats recursos de la màquina o pels exigents requisits de maquinari d'altres sistemes operatius com Ubuntu Linux, Linux Mint, Manjaro Linux o Windows 7 i les versions superiors de Microsoft.